# Voto australiano
O voto australiano, ocorrido em 1896, representa, na visão do autor Michael Schudson , uma reforma que transformou o sistema político dos Estados Unidos, alterando para sempre a maneira como os americanos votavam. Até aos anos 1890, os dias de eleições americanos eram organizados em mínimos detalhes pelos partidos políticos participantes. Os partidos imprimiam os seus próprios boletins e os dsitribuíam para os eleitores próximos dos locais de voto. Assim, o eleitor não tinha de fazer nenhuma alteração no boletim de voto – aliás, o eleitor não tinha nem mesmo de ser letrado, só tinha de pegar no boletim distribuído pelo membro do partido e depositá-lo na urna. 
O voto australiano simbolizou uma outra percepção de política. Com o novo sistema, o Estado preparava um boletim com a lista de candidatos de todos os partidos que estavam na competição; o eleitor, então, recebia o boletim de um membro da mesa e, na privacidade de um compartimento de voto, assinalava o boletim, escolhendo os candidatos de um ou de vários partidos, de acordo com sua vontade. 
Neste novo contexto, as eleições sofreram uma visível transformação: o que havia sido um ato de filiação tornou-se um ato de autonomia individual. Levar as pessoas a votar, que era uma prática comum para os partidos, passou a ser proibido em muitos estados. Onde antes os membros dos partidos distribuíam boletins, os eleitores agora faziam filas para receber o boletim oficial de pessoas nomeadas pelo Estado. A prática dos partidos de reunir exércitos de trabalhadores pagos no dia de eleições foi banida em muitos estados. Se antes os esforços de campanha eleitoral acompanhavam os eleitores até às urnas, a nova regulamentação criava então um fosso de silêncio ao redor da seção de voto. 

## Transformações na Imprensa
Com a adoção do voto australiano, a reforma da função pública, as leis de práticas corruptas, as leis de recenseamento, a iniciativa e o referendo, o primado popular, a eleição direta de senadores e as eleições municipais não-partidárias, a política começou a ser vista como uma ciência administrativa que necessitava de especialistas. As eleições passaram a ser vistas como uma atividade em que os eleitores escolhem entre programas e candidatos, e não uma atividade em que aparecem lealmente por ritual de solidariedade ao partido. Esta nova percepção de política ajudou a transformar uma imprensa intensamente partidária numa instituição diferenciada dos partidos, com jornalistas que se viam mais provavelmente como escritores do que como apoiantes políticos ).

1. ↑  SCHUDSON, M. O modelo americano de jornalismo:
excepção ou exemplo?. Comunicação & Cultura, 3, p.115-130, 2007
2. ↑  Mcgerr, M. (1986), The Decline of Popular Politics, Nova Iorque: Oxford University Press.

Schudson, M. (1998), The Good Citizen: A History of American Civic Life, Nova Iorque: Free Press.